# شش‌مقام

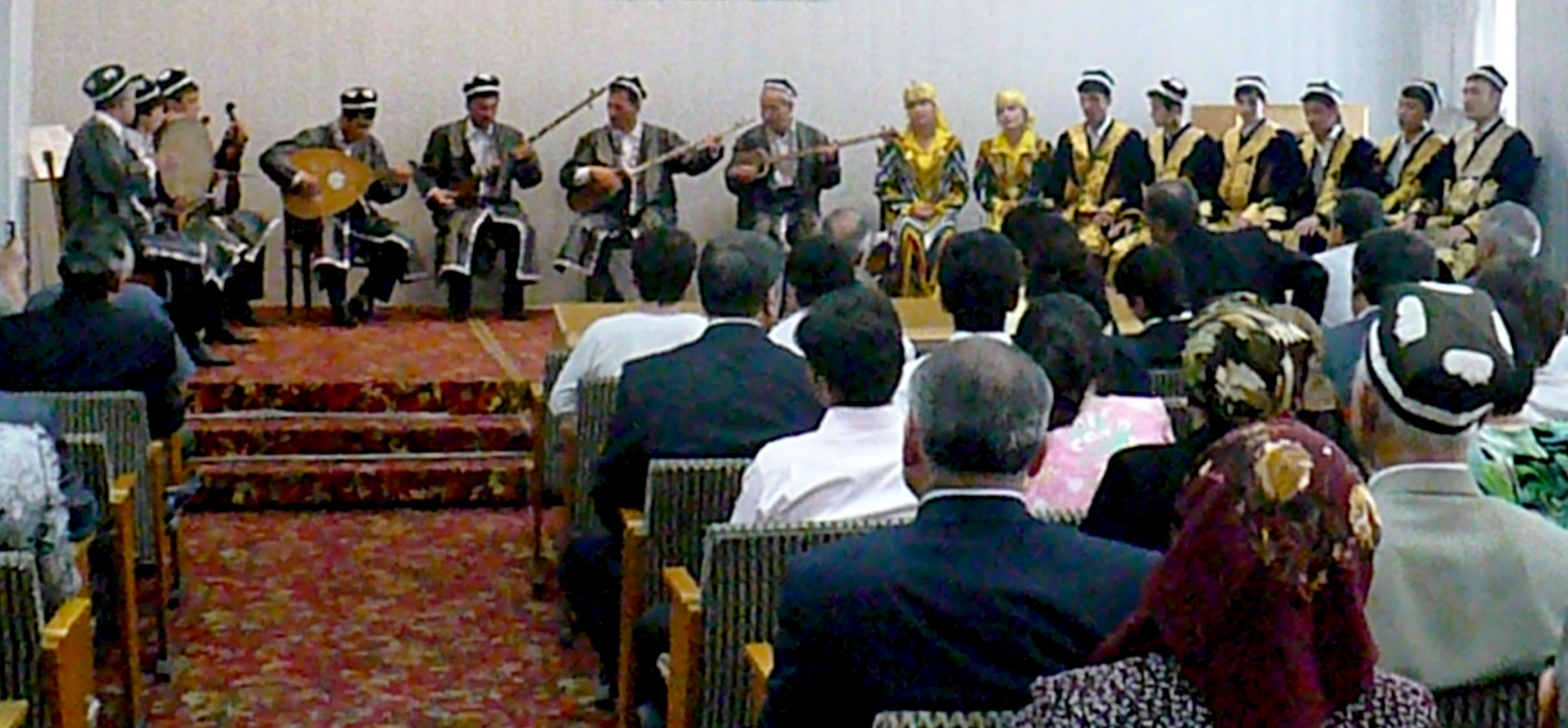
تصویری از اجرای موسیقی شش مقام

شش‌مقام موسیقی سنتی فرارود (بیشتر تاجیکستان و ازبکستان) است. ترانهٔ این موسیقی دربارهٔ عشق عرفانی است. سازهای به کار رفته در این موسیقی عبارت اند از: بربط، دایره، دف و تنبور. شش‌مقام از مقام‌های بزرگ، راست، نوا، دوگاه، سه‌گاه و عراق تشکیل شده‌است. یونسکو در سال ۲۰۰۰ میلادی، شش‌مقام را در فهرست کهن‌ترین سبک‌های موسیقی و همچنین سرمایه‌های غیرمادی به ثبت رساند.

## شش‌مقام در ازبکستان
در نیمهٔ نخست سدهٔ بیستم عبدالرئوف فطرت، عضو گروه جدید توجه ویژه‌ای به شش‌مقام نشان داد. در سال ۱۹۲۷ کتابی با نام «موسیقی کلاسیک ازبکی و تاریخش» نوشت و شش‌مقام را به عنوان موسیقی بزرگ ازبکان معرفی کرد. در دههٔ ۱۹۳۰ در دوران حکومت استالین، از شش‌مقام به عنوان مقابله با موسیقی اروپایی پشتیبانی شد. ولی در ۱۹۵۱ فرمانی از سوی اتحادیهٔ آهنگ‌سازان ریاست جمهوری ازبکستان، مقام و توسعهٔ موسیقی را مانع شد. این فرمان از سوی کمیتهٔ ازبکستان تأیید گردید. در نیمهٔ دههٔ ۱۹۵۰، مقام از نظر ایدئولوژیک احیا شد.

## شش‌مقام در تاجیکستان
از شش‌مقام گاهی به عنوان «موسیقی حال تاجیکی» و «قرآن موسیقی ملت تاجیک» یاد شده‌است. تاجیکستان که در آغاز دههٔ ۱۹۲۰ بخش خودمختاری از ازبکستان بود به جمهوری مستقلی تبدیل شد. رهبران تاجیکستان تصمیم گرفتند که شش‌مقام را به عنوان بخشی از سنت بزرگ موسیقی خود معرفی نمایند. سال ۱۹۴۹ به ابتکار برخی از سرشناسان تاجیکستان مانند صدرالدین عینی و باباجان غفورف انجمن شش‌مقام شکل گرفت. بدین ترتیب شش‌مقام دو بخش شد: شش‌مقام تاجیکی که در دوشنبه انتشار می‌یافت و شش‌مقام ازبکی که در تاشکند منتشر می‌گردید. در کتاب‌های تاجیکی یادی از شش‌مقام ازبکی نمی‌شد و متقابلاً ازبک‌ها هم یادی از شش‌مقام تاجیکی نمی‌کردند.
در دههٔ ۱۹۸۰، این بخش‌بندی ساختگی دچار تحول شد. هر دو کشور شروع به آموختن سبک‌های شش‌مقام یکدیگر کردند. این وضعیت تاکنون ادامه دارد، ولی موج ملی‌گرایی ازبکی ممکن است آن را تغییر دهد برای نمونه خوانندگاه رادیو بخارا که شهری دوزبانه (فارسی تاجیکی و ازبکی) می‌باشد تنها از ترانه‌های ازبکی در موسیقی شش‌مقام بهره می‌گیرند.